# A varázshegy
A varázshegy Thomas Mann műve, a német nagyregény jellemző példája cselekménynélküliségével, a belső, lelki és szellemi folyamatok tudatosítását és az azokra történő reflektálást előtérbe helyező filozófiai alaphangulatával és a kontemplatív, szemlélődő életfelfogást az egyszerű „kékszemű” létnél magasabbra értékelő ideáljával.
Magyarul először Turóczi József és Révay József fordításában jelent meg a regény a Genius könyvkiadónál, 1925-ben, majd Szőllősy Klára fordításában, az Európa Könyvkiadónál, 1960-ban.

## Indíttatás
A mű eredetileg novellának készült, és Mann nem szánt neki több szerepet, mint azon érzések és benyomások rögzítését s többé-kevésbé hű visszaadását, amelyek az írót meglepték, mikor feleségét meglátogatta a Davos közelében lévő tüdőszanatóriumok egyikében, ahová Katia asszonyt TBC gyanúja miatt utalták be. Mann érzékeny intellektusával észrevette, milyen komikus, esetenként milyen tragikus az ellentmondás az intézmény gyógyításra rendeltsége és aközött, hogy lakói kizárólag betegségeikkel foglalkoznak, hogy kialakul egy – mellesleg a legtöbb kórházra jellemző – halálraítéltségi hierarchia, amiben bizonyos szempontból érdemes minél fentebb lenni, hogy az embert igazán komolyan vehessék, és ne kelljen szégyenkeznie betegebb, vagyis itteni fogalmak szerint egészségesebb, társai előtt. Egy intézmény, ami gyógyítani akar, de inkább meghozza az ember kedvét a betegléthez, a semmittevéshez, a bebugyolálva, hőmérővel a szájban végzett fekvőkúrákhoz, a nagy sétálásokhoz a környező hegyekben: ez az ellentét ragadta meg Thomas Mann fantáziáját és ösztönözte arra, hogy élményeiből novellát írjon.

## A főhős
A mű hőse Hans Castorp, az „egyszerű, noha kellemes fiatalember”, egy frissen diplomázott hamburgi mérnök, aki munkába állása előtt meglátogatja Joachim unokabátyját a davosi tüdőszanatóriumban. A látogatást eredetileg 3 hétre tervezte, mint ahogyan a mű is néhány tucat oldalra; azonban mind Hans, mind Mann számára túl nagy a kísértés, és a fennmaradás elnyúlik, a hazatérés egyre messzebbre tolódik, hogy hősünk végül 7 egész évet töltsön a hegyek között, még jóval unokafivére halála után is ott maradva, s hogy csak az I. világháború kitörése és a katonai behívó szakíthassa ki külsőleg értelmetlennek tűnő, azonban lelke nemesülésével és személyisége érettebbé válásával járó semmittevéséből.

## Jótékony koncepciónélküliség
Mann hosszú ideig dolgozott a regényen, hiszen már 1913-ban elkezdte, de a háború miatt megszakítva a munkát csak 1924-ben fejezte be teljesen. Ez az elhúzódás illetve a koncepció – különösen egy nagyregényé – szinte teljes hiánya azonban kifejezetten jót tett a műnek: hitelesebbé vált így Hans Castorp habozásának és a "menjek vagy ne menjek", "folytassam még vagy hagyjam abba" kettős dilemmának az ábrázolása, lehetővé téve a szerző számára azt, hogy lazítson a szerkezeten, ugyanakkor legyen mégis egy motívum, jelen esetben éppen a koncepciótlanság, az állandó bizonytalanság, a vég közeliségének a lebegtetése, ami összetartja a művet és egységes formát ad neki.

## Szereplők
A cselekményt – amennyire van ilyen ebben a regényben – a szállóvendégek fel- és eltűnése viszi előbbre: ez ad alkalmat Castorpnak arra, hogy elgondolkodjon az emberi jellemek sokféleségén és megfigyeléseket tegyen a személyiségekre és azok kölcsönhatására vonatkozóan. Figyelmét különösen három személy köti le, akik mind különbözőképpen gyakorolnak rá hatást, és teszik lelkileg-szellemileg érettebbé.

### Settembrini
Elsőként a három személy közül Lodovico Settembrinivel találkozik, az olasz irodalmárral, a humanistával, egy közel negyvenéves, deli férfival, akit Hans első látásra kintornásnak (verklisnek) vél kopottas ruházata és élénk taglejtései miatt. Settembrini képviseli a műben az életrevalóságot, a frissességet, a józanságot és az értelmességet; bár maga is beteg valamelyest, s idővel már nem lakója a szanatóriumnak, csak esetenként jár be oda, Castorppal való találkozása után ugyanakkor gyakrabban, mint korábban. Az olasz ugyanis pártfogásába veszi a tudatlan és naiv mérnöktanoncot, igyekszik felnyitni szemét a környező világ eseményei iránt, ráébreszteni arra, hogy a tudattalan lét, bár sokszor kellemesebb, ellentétben áll az emberi méltósággal, hogy egy gondolkodó lény nem kerülheti el azt, hogy jelenségeket tudatosítson és az eseményekre reflektáljon. Hans Castorp mesteréül fogadja Settembrinit bár nem minden nézetét osztja, Settembrini és Naphta vitája alapján alakítja ki véleményét a világ dolgairól.

### Madame Chauchat
Hans Castorp másik ismerőse Clawdia Chauchat, az orosz asszony, aki férjét hátrahagyva költözött ide önmagát ápolandó, ugyanakkor a betegség látható jelei nélkül. A mérnök szerelmes lesz a nőbe, aki naponta ebédel vele egy szalonban, de akit megszólítani is csak sokára mer, hogy aztán kapcsolatuk egy farsangi mulatság éjszakáján eljusson odáig, ahová egy férfi-nő kapcsolat emberi fogalmak szerint eljuthat. Hanst az asszony egy régi iskolatársára, Pribislav Hippére emlékezteti, akinek kirgiz szeme elvarázsolta őt, rajongott érte, s egyszer kölcsönkérte tőle a ceruzáját. A farsangi mulatságon ez megismétlődik: ceruzát kér kölcsön Madame Chauchat-tól is. Ez a szerencsésnek nem igazán nevezhető viszony – mert hiszen a mámoros éjjelt követően a nő elutazik és csak később tér vissza egy idősebb férfival – szolgál ürügyül mind Castorp, mind Mann számára ahhoz, hogy a szanatóriumi lét elhúzódhasson.

### Peeperkorn
A harmadik személy, aki Hansra nagy hatást gyakorol, éppen ezen idősebb férfi, Mynheer Peeperkorn, a holland pénzmágnás (pénzmágnes, ahogyan Frau Stöhr, az intézmény nem túl művelt, műveltségét annál szívesebben csillogtató vénkisasszonya mondja), Clawdia újdonsült "barátja", akivel közös kasszát kezel az asszony: ő testesíti meg Hans számára az isteni őserőt, a mindent maga alá gyűrni képes és még öregemberként is uralkodni tudó, a zsarnokságot a nyájassággal mesteri módon keverő királyiságot, az igazi férfiasságot és ellenállhatatlanságot, annak ellenére, hogy férfi szavait sokszor nem értik, mondatait ritkán fejezi be. Peeperkorn viszonylag keveset szerepel a műben, néhány fejezet erejéig tűnik csak fel, mint a Madame útitársa; ebben az időben azonban teljesen uralja a cselekményt és az eseményeket, alakjával háttérbe szorítva mindenki mást, elnyomva minden egyéb motívumot. Igazság szerint ezen erőteljesség nem tett minden szempontból jót a műnek: leértékelte Settembrinit, aki korábban egyedül kötötte le az olvasó figyelmét és magáénak tudhatta annak szimpátiáját is, Hans gyengeségét még inkább kiemelve, hiszen immár nem csupán a betegséggel vagy betegségvágyával szemben maradt alul, hanem egy vénember vetélytársával szemben is, a cselekményt pedig kisiklatva addigi nyugodt menetéből; annál megindítóbb ugyanakkor, mikor a hollandus halálával a hősök igyekeznek visszatérni a normális, vagyis az éppen nem normális kerékvágásba, próbálva megfeledkezni az élettelteliségről, arról, hogy a sors példát mutatott nekik: a betegséget lehet királyi módon is, elegánsan és férfiasan viselni.

## Fejlődésregény
Mann a problémát, hogy Settembrini nevelhesse egyrészt Hansot, másrészt pedig ne legyen egyoldalú a tanítása, humanizmusa ne azáltal hasson a fiatalemberre, hogy az kizárólag azzal találkozik fentléte során, ne a nevelői nyomás indítsa a neveltet a "helyes irányba", hanem annak saját belső meggyőződése, úgy oldja meg, hogy fellépteti Settembrini ellenpólusát, a középkoriság és keresztény skolasztika védőjét, Herr Naphta, a zsidóból lett jezsuita képében, akit mellesleg – saját bevallása szerint –, ha nem is teljesen tudatosan, Lukács Györgyről mintázott. Az ötlet kitűnő, tulajdonképpen ez adja meg a regény igazi mélységét és karakterét; a két nevelő vég nélküli vitákban harcol tanítványuk lelki üdvéért, a legkülönfélébb dialektikai fogásokat alkalmazva, hol józan értelmességgel, hol elragadott hévvel, kitárgyalva a világ dolgait, személyükben mintegy megtestesítve az eszmék harcát a kizárólagos uralomért, és az azt követő szükségszerű bukásukat. Az ellenpólus felléptetése olyannyira jól sikerül, hogy Settembrini nem egyszer marad alul a legalább annyira okos és művelt "szörnyeteggel" szemben, és kénytelen humanizmusának korlátait elismerve annak nem egy felvetését helyben hagyni, vagy legfeljebb morgással elintézni.
A regény kétségkívül legemelkedettebb részei kettőjük vitái: rendkívüli műveltség és vitaképesség nyilvánul meg dialógusaikban, amelyek mintegy sorra veszik a történelem által létrehozott nézeteket, hogy aztán mindegyikről megállapítást nyerjen, egyik sem teljes, egyik sem lehet igaz maradéktalanul. A mű ezen részei egyfajta filozófiai gyorstalpalóként is felfoghatók, mint ahogyan végtére a cselekmény szempontjából is az a szerepük, hogy Hans Castorpot megismertessék a különféle életfelfogásokkal, hogy problémáit magasabb, elvontabb szintekre emeljék, lehetővé téve a bölcseleti megközelítést, az absztrahálást. A hosszú séták, amiket hármasban, vagy Joachimmal együtt – aki egyébként végig mellékszerepet játszik, s tulajdonképpen nem több, mint ürügy arra, hogy Hans ellátogatott ide – négyesben tesznek, önkéntelenül Szókratész, Platón vagy leginkább Arisztotelész tanítási óráit juttatják eszünkbe; a peripatetikus módszer hatékonyságának eleven példájával állunk szemben, az erőltetés és kikérdezések nélküli nevelés ideáljának megjelenésével.
A filozofikus elmélkedéseket Mann a szanatórium mindennapi eseményeinek leírásával szakítja meg időről időre, a kevésbé kitartó olvasók számára elviselhetőbbé és emészthetőbbé téve a regényt, talán hozzájárulva annak népszerűségéhez is.

## Magyarul
- A varázshegy, 1-2.; ford. Turóczi József; Genius, Bp., 1925 (A regényírás művészei)
- A varázshegy. Regény; ford. Szőllősy Klára; Európa, Bp., 1960